# Maison du Brésil
La Maison du Brésil (i. e. Casa de Brasil) es una residencia universitaria diseñada por los arquitectos Lúcio Costa y Le Corbusier en 1959, ubicada al sur de París, en el distrito XIV. Está situada en la zona este de la Ciudad Internacional Universitaria. Ofrece vivienda social a los investigadores y estudiantes brasileños, pero también alberga a personas de otras nacionalidades.

## Arquitectura
Diseñada en 1959, el edificio fue renovado en 2000. Está inscrito en la lista de monumentos históricos del Ministerio de Cultura francés.
Cabe destacar algunas particularidades aún en el edificio original de 1959, muy propias en la arquitectura de avanzada de la época, como por ejemplo, uso de nuevos materiales (piso acolchado en los corredores de acceso a las habitaciones, para así generar menos ruido con el tránsito de personas), recepción y muy amplio salón de estar (ambos separados únicamente por un relativamente bajo muro ornamental), habitaciones todas equipadas con lavabo y ducha, cafetería donde se buscaba la socialización de residentes, etc.